# محلل الناقل

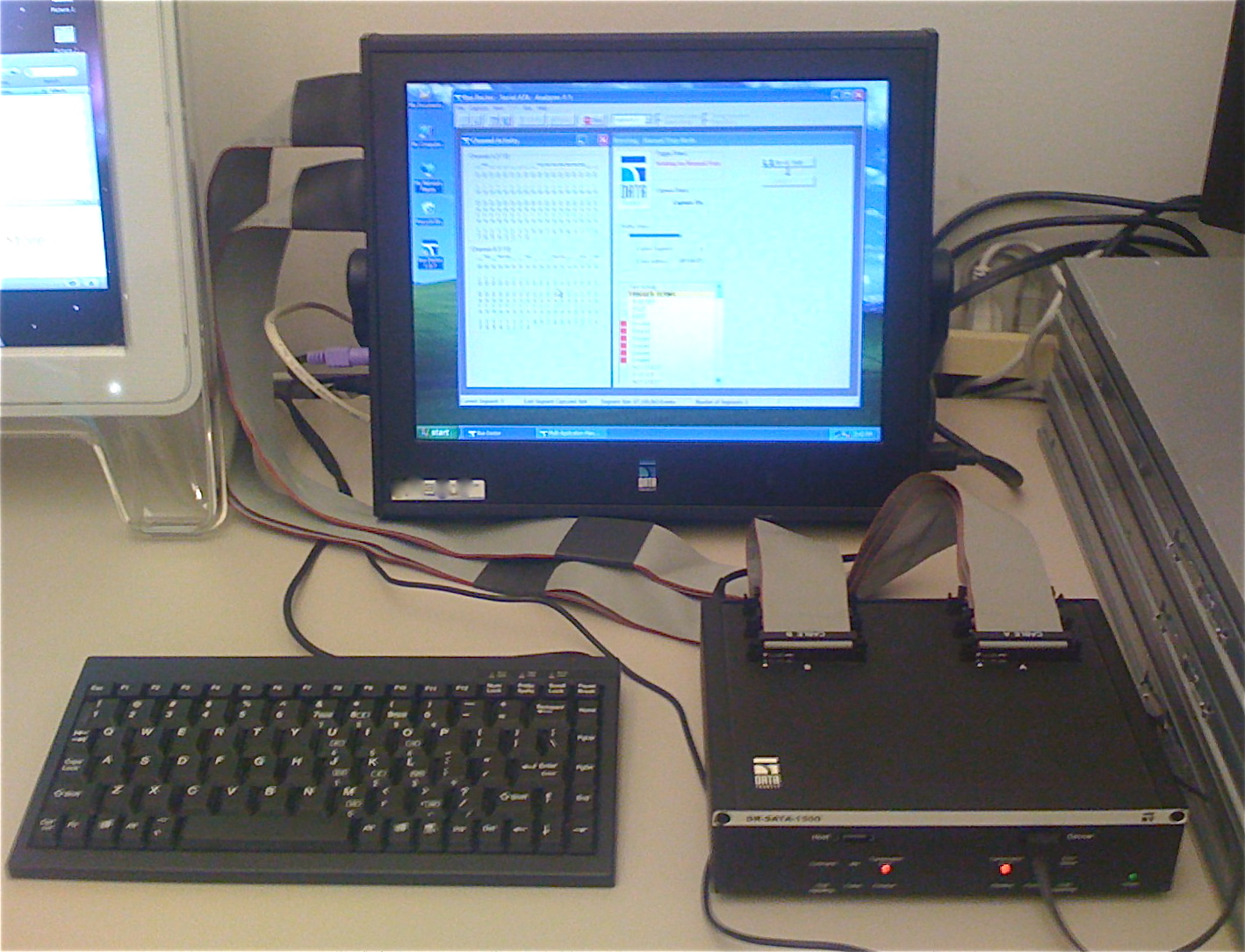
محلل ناقل نموذجي يحتوي هذا الجهاز على جراب محول للسماح له بالتفاعل مع أجهزة

محلل الناقل (بالإنجليزية: Bus analyzer) هو نوع من أدوات تحليل البروتوكولات يستخدم لالتقاط وتحليل بيانات الاتصال عبر واجهة ناقل محددة وعادة ما تكون مدمجة في نظام يعتمد على العتاد.

## الاستخدام والتصميم
تساعد وظيفة محلل الناقل مهندسي التصميم والاختبار والتحقق في فحص واختبار وتصحيح والتحقق من صحة تصميماتهم طوال دورات تصميم منتج يعتمد على العتاد كما يساعد أيضًا في المراحل اللاحقة من دورة حياة المنتج في فحص التوافق في الاتصال بين الأنظمة وبين المكونات وتوضيح مشكلات دعم العتاد.
يُصمم محلل الناقل للعمل مع بنيات متوازية أو تسلسلية محددة وعلى الرغم من أن مصطلح محلل الناقل يشير إلى اتصال مادي وواجهة يجري تحليلها إلا أنه يُستخدم أحيانًا بشكل متبادل مع مصطلح محلل البروتوكول [الإنجليزية]
 أو محلل الرزم وقد يُستخدم أيضًا لأدوات تحليل للواجهات اللاسلكية مثل الشبكة المحلية اللاسلكية والشبكة الشخصية اللاسلكية مثل الاتصال اللاسلكي القصير المدى]] والناقل التسلسلي اللاسلكي [الإنجليزية]
 وغيرها على الرغم من أن هذه التقنيات لا تستخدم ناقل سلكي.

## الاختلافات بين المحلل الناقل والمحلل المنطقي
يراقب محلل الناقل بيانات الاتصال على الناقل ويقوم بالتقاطها ويفك تشفيرها ويحللها ويعرض البيانات وتقارير التحليل للمستخدم وهو في الأساس محلل منطقي مزود بمعرفة إضافية بخصائص حركة المرور على الناقل المُحلل وأحد الفروق الأساسية بين محلل الناقل والمحلل المنطقي هو قدرته على تصفية واستخراج حركة المرور ذات الصلة فقط التي تحدث على الناقل المُحلل بعض المحللات المنطقية المتقدمة تقدم أيضًا خيارات لتأهيل التخزين تسمح بتصفية حركة المرور مما يُمكن من تقديم ميزات تشبه محلل الناقل.

### الفروقات الرئيسية بين محلل الناقل والمحلل المنطقي
التكلفة عادة ما تكون أسعار المحللات المنطقية أعلى من محللات الناقل والعكس صحيح فالمحلل المنطقي يمكن استخدامه مع مجموعة متنوعة من بنيات النواقل في حين أن محلل الناقل يصلح لبنية واحدة فقط. 
القدرات المستهدفة وتنسيق البيانات المسبق يمكن تصميم محلل الناقل لتوفير سياق محدد جدًا للبيانات القادمة من الناقل فمثلًا المحللات المخصصة للنواقل التسلسلية مثل الناقل التسلسلي تعرض البيانات التسلسلية القادمة كسلسلة من الأرقام الثنائية وتعرضها كرزم منطقية مُفرقة حسب النبض، والعناوين والحمولة وغيرها.